# Malfatto in Mieille proti Franciji
V zadevi Malfatto in Mieille proti Franciji je Evropsko sodišče za človekove pravice soglasno odločilo, da ni prišlo do kršitve 1. člena Protokola (zaščita premoženja) Evropske konvencije o Človekovih pravicah. Zadeva se je nanašala na nekaj krajev okoli zaliva Anthénor  na sredozemski obali, na katerih je prišlo do prepovedi gradnje, saj so se nahajali v neposredni bližini obale. 
Sodišča so dosegla ravnotežje med pravicami tožečih strank in splošni interes za zaščito francoske obale.

## Ozadje primera
Prvi tožnik je g. Henri Malfatto, lastnik zemljišča vzdolž obale ob zalivu v občini Ensuès-la-Redonne. Drugi tožnik pa je Jean-Claude Mieille. g. Henriju Malfattou so 14. Maja 1964 dovolili, da zemljo razdeli na parcele, nato pa je bil še pooblaščen, da lahko parcele proda. Eno je prodal Jean-Claudeu Mieilleu. V odločbi z dne 1. februarja 1982 je, z Zakonom o obalnih območjih, prišlo do prepovedi gradnje na zemljiščih, ki se nahajajo v 100-metrskem obalnem pasu. Henri Malfatto se je pritožil, vendar je sodišče njegovo pritožbo zavrnilo, župan pa je kasneje zavrnil tudi njegovo prošnjo za gradnjo hiše. 
Stranki sta predložili odškodninske zahtevke na Upravno sodišče in zahtevali, da se državi naloži odškodnina za kršitev pravic. Vendar z nobeno pritožbo stranki nista bili uspešni, saj je sodišče določilo da prepoved za stranki ni predstavljala prekomerne preobremenitve glede na splošni interes na katerem je prepoved temeljila. Tožeči stranki sta trdili, da je prišlo do kršitve 1. člena Protokola št. 1 h konvenciji (zaščita premoženja). 

## Postopek in odločitev ESČP
Sklicujoč se na člen 6 § 1 (pravica do poštenega sojenja), so se člani družine Malfatto pritožili, da Conseil d'État ni ravnalo v skladu s svojim obveznostmi obrazložitve sodb in dolžnosti nepristranskosti ter so trdili da je domače sodišče naredilo napako pri presoji. V skladu s členom 14 (prepoved diskriminacije) v povezavi s členom 6 § 1 in členom 1 Protokola št. 1, so trdili da so bili podvrženi neupravičeni razliki v obravnavi. 
Sodišče je razsodilo, da je bilo varstvo morja in obale legitimen cilj v splošnem interesu. Odškodnino bi tožnika dobila v primeru, ko bi zakon pomenil prekomerno obremenitev za posameznika. V obravnavani zadevi pa so francoska sodišča ugotovila, da stranki nista upravičeni do odškodnine. Sodišče ni našlo nobene podlage za sklepanje da so bile te odločbe samovoljne ali očitno nerazumne, upoštevajoč, da je prepoved gradnje veljala za celotno francosko obalo. V zadevi Henrija Malfatota je sodišče ugotovilo, da Henri Malfatto ni uporabljal zemljišča že več let. 
Sodišče je odločilo, da do kršitve člena 1 Protokol št. 1 ni prišlo.